# Milwaukee (traghetto 1902)
Il piroscafo Milwaukee è stato un traghetto ferroviario che prestò servizio sui Grandi Laghi.  Varato nel 1902, fece naufragio il 22 ottobre 1929 al largo di Milwaukee, nel lago Michigan, causando la morte di tutti i 52 membri dell'equipaggio.

## Storia
Il piroscafo fu costruito dalla American Ship Building Company di Cleveland (Ohio) e varato il 6 dicembre 1902. Inizialmente di proprietà della Manistique-Marquette & Northern Railroad Company di Manistique (Michigan), fu gestito con il nome Manistique-Marquette & Northern No. 1 fino al 1909, quando venne acquistato dalla Grand Trunk Milwaukee Car Ferry Company e ribattezzato Milwaukee.
Il Milwaukee trasportava i vagoni ferroviari da Milwaukee al molo della Grand Trunk Railway a Grand Haven, nel Michigan occidentale. Questa rotta consentiva agli spedizionieri di evitare gli scali di smistamento affollati e i binari di raccordo di Chicago. Il Milwaukee venne registrato nel porto dell'omonima city. I moli della Grand Trunk Milwaukee Car Ferry Company erano situati sul fiume Kinnickinnic.

### Il naufragio
Intorno alle 14:00 del 22 ottobre 1929, il Milwaukee salpò sul lago Michigan diretta a Grand Haven, quando incontrò una tempesta e naufragò. Quel giorno, il Milwaukee venne caricato con 27 carri merci, comprendenti legname, cibi deperibili, vasche da bagno e automobili Nash. Il Milwaukee venne avvistato per l'ultima volta passare dalla U.S. Lightship 95 (LV-95/WAL-519), una nave ancorata a tre miglia dalla costa, che fungeva da faro. Venne riferito che il Milwaukee beccheggiava e rollava pesantemente mentre scompariva nella nebbia piovosa. La nave non era dotata di apparecchiature radio.
Era considerato abituale per il Milwaukee sfidare le tempeste sul lago Michigan. Questa volta, tuttavia, alcuni dei 27 carri merci nella stiva della nave crearono un cedimento del metallo e della celata di poppa del traghetto, che, quando funzionava correttamente, fungeva da parte del bordo libero della nave. Questo guasto, a sua volta, permise all'acqua di invadere la poppa e affondare la nave. Il capitano, Robert H. McKay, cercò di tornare indietro per Milwaukee, ma non ebbe abbastanza tempo e il Milwaukee naufragò al largo del villaggio di Fox Point.
Il 24 ottobre, alcuni aerei sorvolarono il lago Michigan in cerca del piroscafo, senza alcuni ritrovamenti.
Alcune delle scialuppe di salvataggio furono calate dall'equipaggio, e i corpi di due membri che indossavano giubbotti di salvataggio del Milwaukee furono raccolti due giorni dopo dal piroscafo Steel Chemist al largo di Kenosha (Wisconsin) e altri due, compreso il corpo del capitano McKay, furono ritrovati dalla guardia costiera a Kenosha più tardi quello stesso giorno. Una scialuppa di salvataggio contenente quattro membri dell'equipaggio morti venne trovata il 26 ottobre mentre galleggiava vicino a Holland (Michigan) sull'altra sponda del lago. Quella scialuppa di salvataggio si trova ora presso il 1860 Light Station and Museum a Port Washington (Wisconsin) ed è esposta come mostra museale permanente.
Il 27 ottobre, una scialuppa di salvataggio vuota fu trovata galleggiante vicino a Grand Haven. Dopo ulteriori indagini, si scoprì che la cassetta dei messaggi della nave galleggiava nelle vicinanze con un apparente messaggio finale: "Oct. 22, 1929. 8:30 pm. The ship is making water fast. We have turned around and headed for Milwaukee. Pumps are working, but sea gate is bent in and can't keep the water out. Flicker is flooded. Seas are tremendous. Things look bad. Crew roll is about the same as last payday. A.R. Sadon, Purser." (in italiano "22 ottobre 1929, 20:30. La nave sta imbarcando acqua velocemente. Ci siamo voltati e diretti a Milwaukee. I serbatoi stanno funzionando, ma la celata di poppa sta cedendo e non riesce a mantenere fuori l'acqua. Il Flicker è allagato. Il tempo è tremendo. Le cose si mettono male. Il personale dell'equipaggio è più o meno lo stesso dell'ultimo giorno di paga. A.R. Sadon, commissario di bordo.").
Un'altra nota, trovata in una bottiglia, diceva: "This is the worst storm I have ever seen. Can't stay up much longer. Hole in side of boat." (in italiano "Questa è la peggiore tempesta che abbia mai visto. Non posso restare sveglio ancora a lungo. Falla sul lato della nave".).
Tutte le 52 persone a bordo sono morte, ma solo 15 corpi vennero recuperati. L'orologio di uno dei membri dell'equipaggio si fermò alle 9:35. Con il passare degli anni, l'interesse per le circostanze legate alla perdita della nave si riaccese occasionalmente. Ad esempio, la storia fu raccontata dallo storico marittimo Dwight Boyer nel suo Ghost Ships of the Great Lakes nel 1968.

#### Conseguenze
A seguito della perdita del Milwaukee, la Grand Trunk necessitava di un nuovo traghetto ferroviario. La nave sostitutiva fu la City of Milwaukee, varata il 25 novembre 1930. La nave sostitutiva è ora una nave museo e un National Historic Landmark.

## Il relitto
Nell'aprile 1972, fu scoperto il relitto nel lago Michigan, sette miglia a nord-est di Milwaukee (Wisconsin), alle coordinate 43°08′11″N 87°49′55″W,  alla profondità di 27-37 m.

## Nella cultura di massa
Nel marzo 2006, il programma televisivo Deep Sea Detectives di History Channel presentò in anteprima un episodio intitolato "Train Wreck in Lake Michigan", che descriveva la perdita del Milwaukee attraverso documenti storici, interviste con storici e immersioni nel relitto. Lo spettacolo evidenziò il fatto che mancavano i portelli tra il ponte dei binari e i compartimenti sottostanti, inclusa la sala macchine e gli alloggi dell'equipaggio (Flicker), che probabilmente consentirono l'allagamento di quelle aree e quindi contribuito all'inabissamento della nave.